# Monika Heinold
Monika Heinold, née le 30 décembre 1958 à Gütersloh, est une femme politique allemande, membre de l'Alliance 90 / Les Verts.

## Biographie

### Vie professionnelle
Ayant suivi une formation d'éducatrice de jeunes enfants à Schleswig, elle exerce son métier dans une crèche de l'association caritative Arbeiterwohlfahrt (AWO).

### Vie politique
Elle adhère aux Verts en 1984 et est élue, six ans plus tard, à l'assemblée de l'arrondissement de Segeberg. Son mandat prend fin en 1994. En 1996, elle devient députée au Landtag du Schleswig-Holstein, où elle exerce les fonctions de vice-présidente du groupe écologiste.
Désignée secrétaire générale en 2000, elle est chef de file de l'Alliance 90 / Les Verts aux élections régionales du 27 septembre 2009, aux côtés de Robert Habeck. À l'issue du scrutin, elle conserve son poste au sein du groupe, tout en étant élue vice-présidente de la commission des Finances. Pour les élections régionales du 6 mai 2012, elle est de nouveau placée en tête de liste mais c'est le président du groupe, Robert Habeck, qui est investi chef de file. Le 12 juin suivant, elle devient ministre des Finances du Land.